# Kāsarkod
Kāsarkod är en ort i Indien.   Den ligger i distriktet Uttar Kannada och delstaten Karnataka, i den sydvästra delen av landet, 1 600 km söder om huvudstaden New Delhi. Kāsarkod ligger 13 meter över havet och antalet invånare är 7 604.
Terrängen runt Kāsarkod är platt. Havet är nära Kāsarkod västerut. Runt Kāsarkod är det tätbefolkat, med 383 invånare per kvadratkilometer. Närmaste större samhälle är Honāvar, 3,9 km norr om Kāsarkod. I omgivningarna runt Kāsarkod växer huvudsakligen savannskog.